# 政治秩序与政治衰败：从工业革命到民主全球化
《政治秩序与政治衰败：从工业革命到民主全球化》（英語：Political Order and Political Decay: From the Industrial Revolution to the Globalization of Democracy）是弗朗西斯·福山继《政治秩序的起源：从前人类时代到法国大革命》之后出版在2014年出版的一本书籍，旨在阐明世界上不同地区的政治发展历程。